# 헤디 (영화)
헤디(Inhebbek Hedi, Hedi)는 프랑스에서 제작된 모하메드 벤 아티아 감독의 2016년 드라마 영화이다. 마지드 마스투라 등이 주연으로 출연하였다.

## 출연

### 주연
- 마지드 마스투라